# سنتینل (فیلم ۱۹۷۷)
سنتینل (انگلیسی: The Sentinel) فیلمی در ژانر ترسناک به کارگردانی مایکل وینر است که در سال ۱۹۷۷ منتشر شد.

## بازیگران
- کریس ساراندون
- ایلای والاک
- کریستوفر واکن
- مارتین بالسام
- جان کارادین
- خوزه فرر
- اوا گاردنر
- آرتور کندی
- بورگس مریدیت
- سیلویا میلز
- جری اورباک
- بورلی دی آنجلو
- جف گلدبلوم
- دبورا رفین
- ویکی میشل